# John Carver (voetballer)
John William Carver (Newcastle upon Tyne, 16 januari 1965) is een Engels voormalig voetballer. Hij is actief als trainer van Lechia Gdańsk.

## Spelerscarrière
Carver speelde in de jeugdopleiding van zijn thuisclub Newcastle United. Hij speelde er niet in het eerste elftal. Hij speelde wel bij Cardiff en bij Gateshead.

## Trainerscarrière
Carvers trainerscarrière bestaat vooral uit assistentie (Newcastle (twee keer), Luton Town en Plymouth Argyle) en interim-traineropdrachten (Leeds United, Sheffield United en Newcastle). Carver werkte als hoofdtrainer bij Toronto FC en Sheffield United. Sinds 2015 kreeg Carver het vertrouwen van de clubleiding van Newcastle United, waar hij daarvoor vier jaar assistent was, en mocht hij het seizoen als hoofdcoach afmaken nadat Alan Pardew naar Crystal Palace FC was vertrokken. Newcastle kwam echter nog in degradatiezorgen na enkele matige resultaten. Uiteindelijk sloot Carver het seizoen met Newcastle af als vijftiende, waardoor de club zich handhaafde op het hoogste niveau. Echter werd bekend dat Carver geen toekomst meer bij de club had, nadat Steve McClaren werd aangesteld als manager. Op 4 juni 2016 werd hij aangesteld als hoofdcoach van het Cypriotische Omonia Nicosia. Op 23 februari 2017 werd er hij ontslagen. Op 31 augustus 2020 werd hij assistent van bondscoach Steve Clarke bij Schotland.
Op 30 november 2024, werd Carver aagekondigd als de nieuwe trainer van Lechia Gdańsk.